# Nikola Bićanić
Nikola Bićanić (Gospić, 21. ožujka 1934.) – Karlobag, 12. kolovoza 2021.) bio je hrvatski političar, novinar, putopisac, esejist, novelist, pjesnik, humorist i enigmatičar.

## Životopis
Nikola Bićanić rodio se u hrvatskoj katoličkoj činovničkoj obitelji u Gospiću 21. ožujka 1934. U rodnom je gradu završio 4-godišnju pučku školu i 8-godišnju realnu gimnaziju, a na Filozofskom fakultetu Sveučilišta u Zagrebu diplomirao je filozofiju. Nakon studija od 1959. do 1967. godine kao redoviti profesor predavao je više predmeta u Gimnaziji Nikole Tesle u Gospiću, gdje je na Pedagoškoj akademiji u njenom početku bio i honorarni predavač. U vrijeme socijalističke Jugoslavije isticao se kao hrvatski nacionalist i godinama je kontinuirano bio potiskivan, više puta zatvaran i osuđivan. Prisilno je 24 godine bio izvan redovitoga radnog odnosa i 19 godina bez putovnice, koju mu je SUP u Gospiću oduzeo početkom 1972. godine. Od godine 1979. živi u Zagrebu.
Od studentskih dana bavi se novinarstvom i u više od 70 raznih časopisa, tjednika, godišnjaka i domaćih i inozemnih novina objavljivao je priloge iz različitih literarnih rodova: stručne znanstvene priloge, osvrte, prikaze, reportaže, putopise, eseje, crtice, novele, pjesme, humoreske i enigmatske radove.
Nikola Bićanić je bio član Zajednice samostalnih pisaca „Tin“ do njene zabrane 1969. godine. Sa Zlatkom Tomičićem, Jakovom Ivaštinovićem, Jojom Ricovim i Matom Marčinkom godine 1990. pokrenuo je Hrvatsku književnu smotru Ognjište, kojoj je bio predsjednik Uredničkog vijeća. Od 60-ih godina 20. stoljeća suradnik je i potom i član Hrvatskog književnog društva sv. Ćirila i Metoda (Društva sv. Jeronima) u Zagrebu. Član je Hrvatske paneuropske unije od njenog utemeljenja godine 1990. i u njenoj prvoj godini bio je član njenog Predsjedništva. Jedan je od 25-orice koji su 25. veljače 1990. u Zagrebu obnovili Hrvatsku stranku prava, u čijem je Predsjedništvu bio zadužen za ideologiju i za redigiranje stranačkog glasila "Hrvatsko pravo", koje je kao glavni urednik vodio do stranačkog raskola u prosincu godine 1990., od kad je bio predsjednik nove starčevićanske stranke - Stranke hrvatskog državnog prava. Višegodišnji je član Hrvatskog katoličkog zbora „MI“, u kom je jedno vrijeme bio i počasni dopredsjednik. Zbog enigmatskih radova uvršten je u Leksikon zagonetača Jugoslavije. U vrijeme osamostaljivanja Hrvatske i u danima Domovinskog rata, Nikola Bićanić se isticao političkim nastupima u podršci nacionalno-osloboditeljskom programu dr. Franje Tuđmana. Zajedno s grupom Ličana na poticaj danas pokojnoga Branka Butkovića bio je među utemeljiteljima Lika fonda. U Uredničkom vijeću mjesečnika „Vila Velebita“ bio je pomoćnik glavnog urednika. Od utemeljenja županijskog sustava u Republici Hrvatskoj bio je član Županijske skupštine Ličko-senjske županije u njenom prvom mandatu. Kao ravnatelj Srednje drvodjelske škole u Zagrebu Nikola Bićanić umirovljen je godine 1997. godine.

## Djela
Autor je knjiga: 
- Jure Turić, NIRO „Školske novine“, Zagreb, 1989.
- Vila Velebita-nacionalna borba Hrvata u Lici između dva rata, HKD sv. Ćirila i Metoda, Zagreb, 1992.
- Senjske žrtve, HKD. Sv. Jeronima (Sv. Ćirila i Metoda), Zagreb, 1994.
- Hrvatski katolički stražar s Nehaja-o životu i radu dr. Frana Biničkoga, hrvatskog svećenika, rodoljuba i mučenika, HKD sv. Jeronima (Društvo sv. Ćirila i Metoda), Zagreb, 1995.

Suautor je knjiga:
- Ivan Tolj, Nikola Bićanić, Kemal Mujičić: Za Hrvatsku, Ministarstvo obrane Republike Hrvatske, Zagreb, 1992.
- Zdravko Gavran i suradnici: Moja Hrvatska-zemljom kroz prostor i vrijeme, DMD, Zagreb, 1992. te ponovljeno izdanje 1993. i izdanje na engleskom My Croatia, 1993. godine;
- Lika hrvatska dika-lički godišnjak za godinu 1993., Hrvatski zavičajni klub Gospićana u Zagrebu, Zagreb, 1992.
- Lika hrvatska dika-lički godišnjak za godinu 1994., Hrvatski zavičajni klub Gospićana u Zagrebu i Savez hrvatskih zavičajnih klubova Like „Vila Velebita“, Zagreb, 1993.

Pripremio je knjige: 
- Anton Tonči Portolan: Moji snovi-s onu stranu svakidašnjeg, pripremio i predgovorom popratio Nikola Bićanić, HKD sv. Jeronima (sv. Ćirila i Metoda), Zagreb, 1994.
- Dr. Rudolf Horvat: Lika i Krbava-povijesne slike. crtice i bilješke, SV. I. i II., Matica hrvatska, Zagreb, 1941., pretisak pripremio i predgovorom popratio Nikola Bićanić, Savez hrvatskih zavičajnih klubova Like „Vila Velebita“, Zagreb, 1993.

## Nagrade i priznanja
Odlukom predsjednika Republike Hrvatske dr. Franje Tuđmana, Nikola Bićanić je 10. travnja 1996. odlikovan Redom Stjepana Radića za osobite zasluge i stradanje u borbi za nacionalna i socijalna prava i razvitak hrvatskoga naroda, a odlukom Županijske skupštine Ličko-senjske županije 21. prosinca 1999. dobio je javno županijsko priznanje.